# Soirées spéciales de Scènes de ménages
 (mai 2022).
 (décembre 2016).
Si vous disposez d'ouvrages ou d'articles de référence ou si vous connaissez des sites web de qualité traitant du thème abordé ici, merci de compléter l'article en donnant les références utiles à sa vérifiabilité et en les liant à la section « Notes et références ».
La série Scènes de ménages a bénéficié à plusieurs occasions de soirées entièrement inédites, composées avec des épisodes créés pour l'occasion, le plus notable étant la venue systématique d'invités de prestige.

## Ce soir, ils reçoivent(1erprime)
Cette première soirée spéciale entièrement inédite est diffusée pour la première fois le 8 octobre 2012. Elle est composée de 32 épisodes, comprenant 74 scènes (18 scènes avec Raymond et Huguette, 21 avec José et Liliane, 18 avec Cédric et Marion et 17 avec Fabien et Emma).
Chez Cédric et Marion, on voit Sybille, une tante de Marion (Arielle Dombasle, une autre tante (Amanda Lear), un voisin bègue (Alex Lutz), la grand-mère de Marion (Annie Cordy), Barbara, l'amie de Marion (Géraldine Nakache) et deux ex de Marion, Stéphane et Étienne (Grégoire Ludig et David Marsais)
Chez José et Liliane, on voit l'ancienne nounou de Manu (Michèle Bernier), ils rencontrent leurs voisins Vanessa et Vincent (Adriana Karembeu et François Vincentelli), Michel, un proctologue (Bruno Solo), un entrepreneur (Bénabar), Nino, coiffeur visagiste (Guy Marchand), un ancien copain de Liliane devenu pilote (Philippe Lefebvre) et le personnage, jusqu'ici uniquement mentionné, du maire (François Morel).
Chez Fabien et Emma, on voit Seb, le cousin préféré de Fabien (Sébastien Chabal), Pascal Obispo joue son propre rôle en fiancé d'une amie d'Emma, un homme amoureux d'Emma (Pierre Palmade), un mécanicien (Dany Brillant), une nounou autoritaire (Armelle) et un paysan (Yvan le Bolloc'h).
Chez Raymond et Huguette, on voit Norbert et Yvonne, un ancien collègue de Raymond et sa femme (Michel Galabru et Claude Gensac), un prêtre (Enrico Macias), Jean-Paul Gaultier joue son propre rôle comme leur neveu et une infirmière (Amel Bent), 
- Épisode *1
  - Sans voix à table (Scène *1) : Raymond et Huguette reçoivent Norbert, l’ancien collègue de Raymond et Yvonne, sa femme, à déjeuner (Mauve *1)
  - Question or not question (Scène *2) : Liliane essaie d’introduire du mystère dans le couple (Jaune *1)
  - Circonstances atténuées (Scène *3) : Cédric et Marion accueillent Barbara, l’amie de Marion fraichement larguée, ce qu’elle ne sait pas (Bleu *1)

- Épisode *2
  - Sans voix (Scène *4) : Liliane et José rencontrent leurs nouveaux voisins, Vanessa et Vincent (Jaune *2)
  - Activité unisexe (Scène *5) : Les parents de Fabien arrivent (Vert *1)
  - Le Raymond nouveau (Scène *6) : Raymond prend soin d’Huguette en même temps qu’une infirmière (Mauve *2)

- Épisode *3
  - La véranda (Scène *7) : Liliane parle avec un architecte (Jaune *3)
  - Fute affuté (Scène *8) : Marion demande un couteau (Bleu *2)
  - De vie à trépas (Scène *9) : Un mécanicien est venu réparer la moto de Fabien (Vert *2)

- Épisode *4
  - Véronique et Davina (Scène *10) : Vanessa est venue emprunter un mixeur (Jaune *4)
  - Chansons d'antan (Scène *11) : Raymond et Huguette écoutent de vieilles chansons (Mauve *3)

- Épisode *5
  - Scène *12 : Cédric lit qu’une femme a demandé le divorce parce que son mari ne lui faisait pas assez l’amour (Bleu *3)
  - Scène *13 : Nino, un coiffeur visagiste est venu relooker José (Jaune *5)

- Épisode *6
  - Scène *14 : Fabien et Emma reçoivent un paysan et parlent avec lui de leur nouveau chien (Vert *3)
  - Scène *15 : Cédric et Marion reçoivent un voisin bègue pour faire passer une pétition au syndicat de l’immeuble (Bleu *4)
  - Scène *16 : Raymond est bloqué sur le palier après être allé chercher le pain (Mauve *4)

- Épisode *7
  - Scène *17 : Liliane dit avoir pris une grande décision (Jaune *6)
  - Scène *18 : Cédric et Marion parlent avec Sybille, la tante de Marion, qui connait beaucoup de couples brisés (Bleu *5)

- Épisode *8
  - Abstinence (Scène *19) : Emma reproche qu’elle et Fabien font trop l’amour (Vert *4)
  - GP (Scène *20) : José et Liliane parlent avec l’ancien amoureux de Liliane, devenu pilote (Jaune *7)

- Épisode *9
  - Scène *21 : Huguette lit qu’un moine pakistanais a mangé beaucoup de poulpe cru (Mauve *5)
  - Scène *22 : Marion apprend des choses à Léna avec une métaphore de montre (Bleu *6)
  - Scène *23 : Emma accueille son amie en attendant son nouveau fiancé (Vert *5)

- Épisode *10
  - Comme un ouragan (Scène *24) : José s’amuse avec le sèche-cheveu de Liliane (Jaune *8)
  - Sieste crapuleuse (Scène *25) : Huguette parle avec Yvonne pendant que Raymond dort (Mauve *6)

- Épisode *11
  - Trop rempli (Scène *26) : Cédric et Marion n’arrivent pas à bien fermer leur frigo (Bleu *7)
  - Haute sécurité (Scène *27) : Emma a installé une protection contre les lapins pour protéger le jardin (Vert *6)
  - Dans ton honneur (Scène *28) : José et Liliane parlent avec Michel, le proctologue sur l’examen de la prostate (Jaune *9)

- Épisode *12
  - Tache sur canapé (Scène *29) : Raymond remarque une tache sur le canapé (Mauve *7)
  - Super maman (Scène *30) : Fabien semble avoir préparé une fête pour Emma lorsqu’elle rentre (Vert *7)
  - Véronique et Davino (Scène *31) : Vincent est venu emprunter un taille-haie (Jaune *10)

- Épisode *13
  - Aspirateur silencio (Scène *32) : Huguette essaie son nouvel aspirateur (Mauve *8)
  - Un enfant de suisse (Scène *33) : Marion reçoit sa tante nouvelle mère (Bleu *8)

- Épisode *14
  - Scène *34 : José et Liliane reçoivent Françoise, l’ancienne nounou de Manu (Jaune *11)
  - Scène *35 : Fabien et Emma sont habillés comme des campagnards pour un jeu (Vert *8)

- Épisode *15
  - Rabat-joie (Scène *36) : Raymond et Norbert regardent des photos de leur carrière (Mauve *9)
  - Être une femme (Scène *37) : José accueille le maire (Jaune *12)

- Épisode *16
  - Marion Bardot (scène *38) : Marion passe l’aspirateur (Bleu *9)
  - Le 103 de l’espoir (scène *39) : Fabien et Emma sont à la fenêtre avec Pascal Obispo où ils parlent du silence de la campagne (Vert *9)
  - Acte 2, scène 3 (scène *40) : Raymond prend soin d’Huguette auprès d’une infirmière (Mauve *10)

- Épisode *17
  - Scène *41 : José et Liliane reçoivent Michel, le proctologue à diner (Jaune *13)
  - Scène *42 : La tante de Marion semble draguer Cédric (Bleu *10)

- Épisode *18
  - Scène *43 : Fabien affirme qu’il aime Emma plus qu’hier (Vert *10)
  - Scène *44 : Huguette doit enlever une toile d’araignée (Mauve *11)
  - Scène *45 : Liliane se rappelle avoir voulu être hôtesse en dinant avec son ancien amoureux pilote (Jaune *14)

- Épisode *19
  - Supersénior (Scène *46) : Cédric revient du sport avec la grand-mère de Marion (Bleu *11)
  - Le cousin préféré (Scène *47) : Fabien est avec Seb, son cousin préféré (Vert *11)

- Épisode *20
  - De profundis (scène *48) : Raymond est avec un prêtre (Mauve *12)
  - Un petit coucou (scène *49) : Marion fait des coucous à son voisin d’en face (Bleu *12)

- Épisode *21
  - Scène *50 : Fabien essaie des appeaux pour communiquer avec un voisin (Vert *12)
  - Scène *51 : José et Liliane sont avec l'architecte (Jaune *15)

- Épisode *22
  - Jean-Paul Gaultier (Scène *52) : Raymond et Huguette sont avec leur neveu Jean-Paul Gaultier (Mauve *13)
  - Je suis ta paire (Scène *53) : José et Liliane font un jeu de rôle sur Star Wars (Jaune *16)

- Épisode *23
  - Je m'emmerde (Scène *54) : Fabien imite des cris d’animaux à la fenêtre (Vert *13)
  - Opération ragondin (Scène *55) : Raymond et Norbert prévoient une évasion (Mauve *14)

- Épisode *24
  - Aussi sec (Scène *56) : Cédric est persuadé que Marion a renversé du liquide sur le clavier (Bleu *13)
  - Le travail, c'est la beauté (Scène *57) : José et Liliane montrent leur maison à leurs voisins, Vanessa et Vincent (Jaune *17)

- Épisode *25
  - À son aise (Scène *58) : Fabien et Emma attendent la baby-sitter (Vert *14)
  - les ex (Scène *59) : Marion retrouve ses ex dans une fête (Bleu *14)

- Épisode *26
  - L'exploit de Liliane (Scène *60) : Liliane rentre en disant avoir fait quelque chose d’exceptionnel (Jaune *18)
  - Le grand cinéma (Scène *61) : Raymond prépare le repas d’Huguette devant l’infirmière d’Huguette (Mauve *15)

- Épisode *27
  - Scène *62 : La grand-mère de Marion ne fait qu’écouter de la musique dans l’ordinateur (Bleu *15)
  - Scène *63 : José et Liliane reçoivent le maire à diner, qui en profite pour parler avec José (Jaune *19)

- Épisode *28
  - Scie circulaire (Scène *64) : Fabien s’est blessé à la scie sauteuse (Vert *15)
  - Cœur à cœur (Scène *65) : Raymond sent un problème au cœur (Mauve *16)
  - Aide à domicile (Scène *66) : Léna fait la vaisselle (Bleu *16)

- Épisode *29
  - Scène *67 : Un homme vient voir Emma et dit être amoureux d’elle (Vert *16)
  - Scène *68 : L’ancien amoureux pilote de Liliane s’apprête à partir et cherche à prendre rendez-vous avec Liliane (Jaune *20)

- Épisode *30
  - Les lolos de Lisa (Scène *69) : Cédric parle des tailles de seins en organisant une fête avec Lisa (Bleu *17)
  - La crise sur le gâteau (Scène *70) : Huguette a organisé une moitié de table de fête (Mauve *17)

- Épisode *31
  - Scène *71 : Fabien et Emma parlent des surnoms du village avec un paysan (Vert *17)
  - Scène *72 : Marion s’étonne de ne pas devoir couper la salade (Bleu *18)

- Épisode *32
  - Qui garde qui ? (Scène *73) : Françoise doit garder José sans qu’il ne le sache (Jaune *21)
  - Émotion de direct (Scène *74) : Raymond et Huguette regardent une tempête avec joie (Mauve *18)

## Scènes de ménages entre amis(2eprime)
Cette deuxième soirée spéciale entièrement inédite est diffusée pour la première fois le 17 septembre 2013. Comme le précédent, des invités apparaissent. Elle composée de 32 épisodes, comprenant 73 scènes (18 scènes avec Raymond et Huguette, 17 avec José et Liliane, 18 avec Cédric et Marion et 20 avec Fabien et Emma).
Bruno Solo, Michel Galabru, Claude Gensac, Amel Bent, Adriana Karembeu et François Vincentelli reprennent leurs rôles du précédent prime.
Chez Cédric et Marion apparaissent Mattéo, un voisin (Matt Pokora), un copain de Caro (Arié Elmaleh), Laura, ancienne amie de Marion (Héléna Noguerra), Patrick, un ami amoureux de Marion (Malik Bentalha), et la mère de Marion (Marie-Anne Chazel).
Chez José et Liliane apparaissent un couple d'amis spécialiste des disputes (Lorant Deutsch et Marie-Julie Baup), une amie de Liliane (Isabelle Nanty), ainsi qu'un ancien ami biker de José et sa copine (Alexandre Astier et Virginie Ledoyen).
Chez Fabien et Emma apparaissent Daniel, un voisin (Antoine Duléry), le cousin trader d'Emma (Ary Abittan), Didi la Plume, une vieille connaissance d'Emma (Chantal Ladesou) et un pédiatre (Max Boublil).
Chez Raymond et Huguette apparaissent Jacqueline, une amie veuve (Eva Darlan), un ami dépressif (Francis Perrin), un apprenti arnaqueur (Baptiste Lecaplain) et une amie bavarde (Bernadette Lafont).
- Épisode *33
  - Sombre affaire (Scène *75) : Liliane parle avec son amie du fait qu’un homme récemment divorcé s’est recasé avec une plus jeune (Jaune *22)
  - Visite à l’improviste (Scène *76) : Raymond et Huguette disent à Eric qu’ils ne sont pas là (Mauve *19)

- Épisode *34
  - Une forme de diversion (Scène *77) : Marion s’habille en clown pour annoncer une mauvaise nouvelle (Bleu *19)
  - Pédiatre très spécial (Scène *78) : Fabien et Emma sont avec un pédiatre faisant de l’humour (Vert *18)
  - Qualités humaines (Scène *79) : José a fait comme exercice de définir ses grandes qualités personnelles (Jaune *23)

- Épisode *35
  - Peur bleue (Scène *80) : Marion pleure au téléphone parce que Cédric est parti (Bleu *20)
  - Bonne mine (Scène *81) : Raymond et Huguette sont avec leur ami dépressif (Mauve *20)
  - Superbe envol (Scène *82) : Fabien et Emma remarquent un oisillon s’apprêtant à prendre son envol (Vert *19)

- Épisode *36
  - Le chat mal placé (Scène *83) : José et Liliane font des blagues téléphoniques (Jaune *24)
  - Un grand petit appartement (Scène *84) : Cédric et Marion reçoivent la mère de Marion qui vante les mérites de leur studio (Bleu *21)

- Épisode *37
  - Siffler n'est pas jouer (Scène *85) : Emma ne dort pas à cause des ronflements de Fabien (Vert *20)
  - Tout est dans la question (Scène *86) : José demande ce qui a poussé Michel à devenir proctologue (Jaune *25)

- Épisode *38
  - Réveil électro (Scène *87) : Huguette a utilisé le défibrillateur sur Raymond parce qu’il dormait sans ronfler (Mauve *21)
  - Ça use, ça use (Scène *88) : Cédric rencontre Laura, l’ancienne copine de Marion (Bleu *22)

- Épisode *39
  - La chair est faible (Scène *89) : José et Liliane reçoivent leurs voisins Vanessa et Vincent dans leur dispute de couple (Jaune *26)
  - Une photo par jour (Scène *90) : Fabien veut prendre une photo d’un pommier par jour pour faire un montage où on le voit grandir (Vert *21)

- Épisode *40
  - Pas pote qui veut (Scène *91) : Cédric et Marion sont avec le copain de Caro qui veut être ami avec eux (Bleu *23)
  - Jeu à la con (Scène *92) : Huguette dit que Françoise veut passer son bac (Mauve *22)

- Épisode 41
  - Les anges de la route (Scène *93) : José retrouve son ami biker et sa copine (Jaune *27)

- Épisode 42
  - Vent de poésie (Scène *94) : Emma fait une réflexion sur l’haleine de Fabien de grand matin (Vert *22)
  - Éternel escroc (Scène *95) : Raymond avoue à l’infirmière d’Huguette qu’il a joué la comédie devant elle (Mauve *23)

- Épisode *43
  - 5 fruits et légumes (Scène *96) : José remarque que le niveau de la bouteille a baissé (Jaune *28)
  - Croquelove (Scène *97) : Patrick avoue son amour pour Marion (Bleu *24)

- Épisode *44
  - Ma biche (Scène *98) : Raymond a fait une bêtise au lit sur ce qu’il devait dire au lit à Huguette (Mauve *24)
  - Stop sur la route (Scène *99) : Emma n’a pas pris Fabien en voiture quand il faisait du stop (Vert *23)
  - Anniversaire concurrentiel (Scène *100) : Marion apprend la naissance de son neveu le jour de son anniversaire (Bleu *25)

- Épisode *45
  - Mat en trois coups (Scène *101) : José fait remarquer qu’il a été chez le coiffeur alors que Liliane ne lui a rien dit (Jaune *29)
  - Mon pote (Scène *102) : Fabien doit faire face à la générosité de Daniel, le voisin à qui il a sauvé la vie (Vert *24)

- Épisode *46
  - Psychologie du lundi (Scène *103) : Marion change de look pour aller à un entretien (Bleu *26)
  - Bonne mine is back (Scène *104) : Raymond et Huguette sont avec leur ami dépressif à qui ils avaient conseillé de sauter (Mauve *25)

- Épisode *47
  - Dr Liliane et miss Lili (Scène *105) : Liliane se plaint de toujours être jugée sympa (Jaune *30)
  - Grosse grosse décision (Scène *106) : Cédric décide de ne plus se laisser emmerder (Bleu *27)
  - Déclinaison (Scène *107) : Raymond dit plusieurs fois à Huguette qu’elle est bien foutue (Mauve *26)

- Épisode *48
  - Pomme star (Scène *108) : Fabien se plaint de la qualité des fruits apportés par Emma (Vert *25)
  - Gelineau (Scène *109) : Raymond et Huguette sont avec leur amie bavarde (Mauve *27)
  - Soirée en harmonie (Scène *110) : Cédric demande à Marion si elle a envie d’aller à l’opéra (Bleu *28)

- Épisode *49
  - Comme une drôle d’impression (Scène *111) : José est intrigué par leur invitée (Jaune *31)
  - Fantasme pompier (Scène *112) : Fabien parle de son expérience de pompier (Vert *26)
  - Scrabble gourmand (Scène *113) : Henry semble s’étrangler (Mauve *28)

- Épisode *50
  - Un ennemi concret (Scène *114) : Fabien et Emma reçoivent le cousin trader d’Emma (Vert *27)

- Épisode *51
  - Les mêmes (Scène *115) : Eric a mis un uniforme de gendarme (Mauve *29)
  - Rongeuses (Scène *116) : Cédric remarque que Marion a les ongles rongés (Bleu *29)

- Épisode *52
  - Oh les filles (Scène *117) : Liliane et son amie reviennent ivres de bon matin (Jaune *32)

- Épisode *53
  - Vraies surprises (Scène *118) : Fabien crie souvent « surprise » (Vert *28)
  - Tentatives (Scène *119) : Raymond trouve Huguette très belle (Mauve *30)

- Épisode *54
  - Flash dance (Scène *120) : Cédric et Marion sont dérangés dans leur fête par leur voisin Mattéo (Bleu *30)
  - Malentendu du cul (Scène *121) : Fabien appelle à l’aide après avoir reçu l’armoire sur lui (Vert *29)
  - Flash dance / suite (Scène *120 bis) : Cédric et Marion dansent avec leur voisin (Bleu *30)

- Épisode *55
  - 110 mètres salon (Scène *122) : Raymond et Norbert crient pour appeler leurs femmes (Mauve *31)
  - Ricky José (Scène *123) : José joue du rock à la guitare électrique pour séduire Liliane (Jaune *33)
  - Mettre un peu de magie (Scène *124) : Emma demande l’avis de Fabien sur le désodorisant (Vert *30)

- Épisode *56
  - Et pourquoi ? (Scène *125) : Eric donne un cours de secourisme à Raymond et Huguette (Mauve *32)
  - Externalisation conjugale (Scène *126) : Cédric et Marion sont avec la mère de Marion qui est heureuse dans sa vie de couple (Bleu *31)

- Épisode *57
  - Règle de 3 (Scène *127) : José demande à Liliane de lui expliquer la règle de 3 (Jaune *34)
  - Xtrême (Scène *128) : Fabien fait des exercices physiques avant d’aller se coucher (Vert *31)
  - Atelier théâtre (Scène *129) : Marion conseille à Léna de s’inspirer de gens qu’elle connait pour un rôle (Bleu *32)

- Épisode *58
  - Atavisme bistrotier (Scène *130) : Emma a installé une pompe à bière (Vert *32)
  - Admiratif (Scène *131) : José et Liliane sont avec un couple d’amis qui se disputent toujours (Jaune *35)
  - Decrescendo (Scène *132) : Marion demande à Cédric si le sexe masculin diminue avec l’âge (Bleu *33)

- Épisode *59
  - Même joueur joue encore (Scène *133) : Fabien a remplacé un collègue (Vert *33)
  - Une fois n'est pas coutume (Scène *134) : Huguette a vu le voisin qui organise une fête qui vérifiait si tout allait bien pour ne pas avoir eu de plaintes (Mauve *33)
  - Love Skype (Scène *135) : Marion se connecte avec Cédric par visioconférence pour son anniversaire (Bleu *34)

- Épisode *60
  - La retraite ? Jamais ! (Scène *136) : Fabien paye une vendeuse pour un denier d’argent (Vert *34)
  - Décrocher, bon sang (Scène *137) : José n’est pas d’accord avec l’utilisation du téléphone pour tout et n’importe quoi (Jaune *36)
  - In the kitchen (Scène *138) : Raymond se sent vigoureux pendant le repas (Mauve *34)

- Épisode *61
  - Soyons clair (Scène *139) : Marion met des alarmes dans la nuit pour représenter le sommeil paradoxal (Bleu *35)
  - Sur un ton égal (Scène *140) : Emma aurait mal parlé à la directrice de crèche (Vert *35)
  - Détendue (Scène *141) : José a pris un bain trop chaud (Jaune *37)

- Épisode *62
  - La veuve joyeuse (Scène *142) : Raymond et Huguette sont avec Jacqueline, une amie veuve (Mauve *35)
  - C'est pas passé loin (Scène *143) : Fabien a fait une mauvaise manipulation au pistolet à clous ayant risqué la vie d’Emma (Vert *36)

- Épisode *63
  - Golden Job (Scène *144) : Patrick vient chez Cédric et Marion avec une copine (Bleu *36)
  - Il y a un temps pour tout (Scène *145) : Liliane pense à prendre un petit chien (Jaune *38)

- Épisode *64
  - Estivalier (Scène *146) : Emma parle des vacances d’été de Fabien (Vert *37)
  - Pauvre escroc (Scène *147) : Raymond et Huguette sont avec un représentant (Mauve *36)

## Tenue correcte exigée(3eprime)
Cette troisième soirée spéciale entièrement inédite est diffusée pour la première fois le 12 février 2014. Comme le précédent, des invités apparaissent. Elle est composée de 32 épisodes, comprenant 84 scènes (23 scènes avec Raymond et Huguette, 19 avec José et Liliane, 22 avec Cédric et Marion et 20 avec Fabien et Emma).
Ce prime fut rediffusé le 10 février 2015 sous le nom Amoureux comme au premier jour.
Philippe Lefebvre, Michel Galabru, Claude Gensac, Yvan le Bolloc'h, François Vincentelli, Isabelle Nanty et Ary Abittan reprennent leurs rôles des précédents primes.
Chez Cédric et Marion apparaissent leur concierge (Elie Semoun), une amie de Marion et son nouveau copain (Amelle Chahbi et Camille Lacourt), un repris de justice (Lucien Jean-Baptiste) et le personnage jusqu'ici mentionné du père de Cédric (Pascal Légitimus).
Chez José et Liliane apparaissent un gardien de stade amoureux de José (Serge Hazanavicius) et le personnage jusqu'ici uniquement mentionné de Pénélope, la secrétaire de José (Frédérique Bel).
Chez Fabien et Emma apparaissent un policier nouveau copain de Ludivine (Frédéric Diefenthal), deux fausses jumelles (Noémie Lenoir et Clair), Christophe dans son propre rôle dans la chambre d'hôte de Fabien et Emma et le personnage jusqu'ici mentionné du père d'Emma (Lionnel Astier).
Chez Raymond et Huguette apparaissent un professeur de piano (André Manoukian), un plombier (Baptiste Giabiconi), un ancien prisonnier de Raymond (Bernard Menez), et le personnage jusqu'ici mentionné de Caroline, leur fille (Catherine Jacob).
- Épisode *65
  - Musical youth (Scène *148) : Raymond et Huguette prennent un cours de piano (Mauve *37)
  - Sans filtre (Scène *149) : Cédric se montre autoritaire envers Marion pendant une dispute (Bleu *37)
  - Parler français (Scène *150) : Fabien et Emma parlent avec des expressions particulières (Vert *38)

- Épisode *66
  - Secrétaire dominicale (Scène *151) : Liliane encourage José à écouter les conseils de Pénélope (Jaune *39)
  - Un petit coup vite fait (Scène *152) : Raymond fait une remarque sur le pantalon trop bas d'Huguette (Mauve *38)
  - Fatal hair (Scène *153) : Marion rentre avec une nouvelle frange et a eu des accidents (Bleu *38)

- Épisode *67
  - Rituel de mort (Scène *154) : Fabien écoute son beau-père raconter une traque qu'il a fait (Vert *39)
  - Une lune sur le bras (Scène *155) : Huguette parle d'une amie s'étant fait tatouer une lune sur le bras (Mauve *39)

- Épisode *68
  - Scène *156 : Cédric et Marion voient avec leur concierge M. Souvier pour un appartement libre (Bleu *39)

- Épisode *69
  - Un peu trop tôt (Scène *157) : Liliane prépare un apéro (Jaune *40)
  - Faites des mômes (Scène *158) : Caroline vient s'installer chez ses parents (Mauve *40)
  - Poème tué dans l’œuf (Scène *159) : Cédric est inspiré par le ciel pour réciter un poème (Bleu *40)

- Épisode *70
  - Scène *160 : Fabien veut faire l'amour avec Emma qui vient de rentrer d'une absence de trois jours (Vert *40)
  - Scène *161 : Patrick, le père de Cédric, fait dire à son fils qu'il est souvent chez lui (Bleu *41)

- Épisode *71
  - Destination finale (Scène *162) : José et Liliane sont avec l'ancien copain de Liliane pour un voyage gratuit au Brésil (Jaune *41)
  - Je sais rien mais je dirai tout (Scène *163) : Raymond remarque qu'Huguette est allée chez le coiffeur (Mauve *41)

- Épisode *72
  - Dernier souffle (Scène *164) : Mr. Christian a fait un malaise quand Cédric rentre (Bleu *42)
  - Barbecue géant (Scène *165) : Fabien fait un barbecue dans la grange à cause de la pluie (Vert *41)
  - L'appel de José (Scène *166) : José a écrit son discours pour une inauguration (Jaune *42)

- Épisode *73
  - La loi des séries (Scène *167) : Raymond et Norbert racontent leurs sauvetages (Mauve *42)
  - Message pour mon poussin (Scène *168) : Marion a apprécié le message amoureux que lui a envoyé Cédric en rentrant en avion (Bleu *43)

- Épisode *74
  - Demain j'arrête (Scène *169) : Liliane s'excuse pour s'être mal comportée en jouant au poker (Jaune *43)
  - Le dernier pompiste (Scène *170) : Fabien et Emma veulent convaincre leur ami paysan de continuer à attendre sa femme (Vert *42)
  - Ça aide (Scène *171) : Raymond trouve qu'il s'entend mieux avec la mère d'Huguette (Mauve *43)

- Épisode *75
  - De vieux choix (Scène *172) : José trouve souvent qu'il a fait le bon choix avec Liliane (Jaune *44)
  - Les raisons de la colère (Scène *173) : Marion est énervée sans savoir pourquoi (Bleu *44)
  - Un petit côté minable (Scène *174) : Fabien est ivre (Vert *43)

- Épisode *76
  - Sur la tête de ma mère (Scène *175) : Raymond fait jurer Anthony qu'il n'a pas écrit la lettre anonyme qu'ils ont reçue (Mauve *44)
  - Supérette (Scène *176) : Vincent voudrait emprunter de la farine que Liliane ne trouve pas (Jaune *45)

- Épisode *77
  - Scène *177 : Fabien rentre de sa tournée en ayant vu un mort de trois semaines (Vert *44)
  - Scène *178 : Cédric et Marion sont avec une amie qui a un nouveau copain (Bleu *45)
  - Scène *179 : Raymond dit rentrer en scout (Mauve *45)

- Épisode *78
  - La chute de l'ennemi (Scène *180) : Emma apprend que son cousin trader s'est fait virer (Vert *45)
  - Pourquoi tu viens pas ? (Scène *181) : Marion rentre de son diner avec ses copines plus tôt pour reprocher à Cédric de lui avoir raccroché au nez (Bleu *46)

- Épisode *79
  - La toute première fois (Scène *182) : Liliane veut raisonner Norbert, le gardien de stade amoureux de José (Jaune *46)
  - Qui perd gagne (Scène *183) : Raymond et Huguette jouent aux dames avec des médicaments qu'ils prennent (Mauve *46)

- Épisode *80
  - Scène *184 : Fabien corrige des copies sur la table (Vert *46)
  - Scène *185 : Cédric et Marion montrent leur problème de tuyauterie (Bleu *47)
  - Scène *186 : Huguette pleure en coupant un oignon (Mauve *47)

- Épisode *81
  - Flic zen (Scène *187) : Ludivine est venue diner avec son copain policier (Vert *47)
  - Comme des mômes (Scène *188) : Raymond s'amuse avec un fauteuil roulant à télécommande (Mauve *48)

- Épisode *82
  - Marche nuptiale (Scène *189) : José veut porter Liliane jusqu'au bout du jardin (Jaune *47)
  - Tarifs et conditions générales (Scène *190) : M. Souvier est venu pour parler des étrennes en ayant fait des formules (Bleu *48)

- Épisode *83
  - Mes chaussures (Scène *191) : Fabien rencontre Marie, une spécialiste d'histoire à une soirée (Vert *48)
  - Parler ou faire l'amour (Scène *192) : Raymond ne dit pas bonne nuit à Huguette de la bonne façon en raison du jour particulier (Mauve *49)
  - Télétravail (Scène *193) : Cédric veut cacher le fait qu'il travaille en slip (Bleu *49)

- Épisode *84
  - Péno (Scène *194) : Liliane râle après un match avec José (Jaune *48)
  - Trop jumelles (Scène *195) : Emma accueille sa collègue Marina et sa sœur jumelle Isabelle qui souhaite se différencier d'elle (Vert *49)
  - La babiole (Scène *196) : Huguette fait comprendre qu'ils gardent n'importe quoi (Mauve *50)
  - Décalage éthylique (Scène *197) : Liliane rentre ivre de son invitation et conseille à José de boire pour qu'ils soient équitables (Jaune *49)

- Épisode *85
  - Petite manœuvre mesquine (Scène *198) : Marion remarque des choses sur le physique de Cédric (Bleu *50)
  - Mister gaga (Scène *199) : Fabien semble gagatiser sur Emma depuis qu'il ne le fait plus avec Chloé (Vert *50)
  - Pourliche mérité (Scène *200) : Raymond et Huguette trouvent un plombier trop aimable pour être honnête (Mauve *51)

- Épisode *86
  - Banqueroute (Scène *201): José et Liliane jouent au Monopoly avec Patrick et Fabienne (Jaune *50)
  - Le signal (Scène *202): Emma cherche à finir de lire discrètement en l'absence de Fabien (Vert *51)

- Épisode *87
  - Acharnement (Scène *203) : Huguette demande à Raymond de la réveiller à 8 heures si elle ne se réveille pas (Mauve *52)
  - Désaccord tranche (Scène *204) : Cédric et Marion parient sur un véhicule pour savoir de si c'était un camion ou un 4x4 (Bleu *51)
  - Le métier de secrétaire (Scène *205) : Liliane assure à Pénélope que José a une attitude de conquérant (Jaune *51)

- Épisode *88
  - Pompier d'amour (Scène *206) : Emma a attendu Fabien qui a dû partir précipitamment d'un moment d'amour pour aller éteindre un feu (Vert *52)
  - Aux filles (Scène *207) : Raymond rentre heureux de sa promenade (Mauve *53)
  - Be cool (Scène *208) : José s'est grisonné les tempes (Jaune *52)

- Épisode *89
  - Classement électronique (Scène *209) : Cédric a besoin de chercher les dossiers pour régler leur problème de tuyauterie (Bleu *52)
  - Le temps de l'absence (Scène *210) : Raymond range des affaires d'Huguette, la sachant absente (Mauve *54)
  - Un milliard d'étoiles et toi (Scène *211) : Fabien apprécie de regarder le ciel et d'évoquer les planètes (Vert *53)

- Épisode *90
  - Déballage (Scène *212) : Cédric a été acheté des vêtements que Marion apprécie beaucoup (Bleu *53)
  - Tant de projets (Scène *213) : Huguette pense se réinscrire au club de bridge (Mauve *55)
  - La menace de Norbert (Scène *214) : Norbert veut se tuer à cause de son amour pour José (Jaune *53)

- Épisode *91
  - Du goudron et des plumes (Scène *215) : Liliane et son amie regardent un homme faire des travaux manuels (Jaune *54)
  - Trois vœux (Scène *216) : Raymond demande plusieurs services gentiment à Huguette le matin (Mauve *56)
  - Quiz de nerfs (Scène *217) : Marion demande subitement des questions à Cédric (Bleu *54)

- Épisode *92
  - Inspiration bucolique (Scène *218) : Fabien et Emma accueillent Christophe dans leur chambre d'hôte (Vert *54)
  - Who's bad (Scène *219) : Liliane est autoritaire devant José (Jaune *55)

- Épisode *93
  - La vie de mes ex (Scène *220) : Marion voit les photos qu'envoient son ex (Bleu *55)
  - A perpétuité (Scène *221) : Raymond et Huguette sont en otage d'un ancien prisonnier de Raymond (Mauve *57)
  - La rebuffade (Scène *222) : José s'est trompé sur le thème de leur soirée (Jaune *56)

- Épisode *94
  - Fainéantise canine (Scène *223) : Fabien s'est occupé avec un chien (Vert *55)
  - Fallait pas poser (Scène *224) : Marion demande si Cédric la trouve marrante (Bleu *56)
  - On s'est tout dit (Scène *225) : Danielle vient voir Huguette (Mauve *58)
  - A tordre (Scène *226) : Emma rentre trempée des courses à cause de la pluie (Vert *56)

- Épisode *95
  - La rédemption (Scène *227) : Cédric retrouve Serge, un copain d'enfance qui a fait de la prison qui est en quête de rédemption (Bleu *57)
  - Emprunt gonflant (Scène *228) : Liliane remarque que José s'est servi de son shampoing volumateur (Jaune *57)

- Épisode *96
  - Star Wars party (Scène *229) : Fabien et Emma doivent aller à une soirée Star Wars (Vert *57)
  - Mélange de famille (Scène *230) : Cédric reproche à son père de draguer Caro (Bleu *58)
  - Psychomotrice (Scène *231) : Raymond jette un verre pour qu'Huguette le rattrape (Mauve *59)

## L'album de famille(4eprime)
Une quatrième soirée spéciale avec invités qui jouent des membres des familles des couples a été diffusée le 22 septembre 2014.
Les invités de ce prime inédit ont la spécificité de ne jouer que des membres de la famille de nos personnages principaux : 
Chez Marion et Cédric, nous faisons la connaissance de la tante de Cédric, incarnée par Charlotte de Turckheim, du petit frère de Marion, incarné par Philippe Lacheau et de Laurent le cousin de Cédric que Marion déteste, incarné par Mister V. Marie-Anne Chazel reprend son rôle de Martine, la mère de Marion et Pascal Légitimus reprend son rôle du père de Cédric
Chez Liliane et José, nous faisons la connaissance de la mère de Liliane, interprétée par Marie-Christine Barrault, de Jean-Eudes, le fils de Tata Odette, interprété par Julien Boisselier, de la sœur de José, interprétée par Annie Gregorio et de la cousine que Liliane n'a pas vu depuis 25 ans, incarnée par Cristiana Reali
Chez Huguette et Raymond, nous faisons la connaissance de la cousine voyante d'Huguette, interprétée par Catherine Allégret, d'un jeune homme intégré à la famille de Raymond et Huguette, incarné par Noom Diawara, de la nièce préférée de Raymond, incarnée par Joyce Jonathan et de Robert, le frère de Raymond, incarné par Michel Vuillermoz. Catherine Jacob reprend quant à elle, son rôle de Caroline, la fille de Raymond et Huguette
Chez Emma et Fabien, nous faisons la connaissance de Johnny, l'oncle nouveau riche d'Emma, incarné par Patrick Braoudé, de Marianne, la marraine de Fabien qui se lance dans la politique, incarnée par Clémentine Célarié, de la mère d'Emma, incarnée par Valérie Mairesse et de la grand-mère d'Emma, incarnée par Régine. Lionnel Astier reprend son rôle du père d'Emma
- Épisode *97
  - Comme deux gouttes d'eau (Scène *232): Marion trouve une paire de fesses penchées en rentrant (Bleu *59)
  - Scène *233: Mathias mentionne qu'il est comme le frère de Manu (Jaune *58)
  - Scène *234: Béa affirme qu'elle aimerait être belle comme Huguette à son âge (Mauve *60)

- Épisode *98
  - Le regard fixe (Scène *235): Fabien est inquiété par la grand-mère d'Emma (Vert *58)
  - Mendelssohn (Scène *236): Cédric tient à faire une demande à Marion (Bleu *60)
  - Tata Odette birthday (Scène *237): Odette affirme à José pendant son anniversaire qu'elle vivra encore longtemps (Jaune *59)

- Épisode *99
  - Dans mes bras (Scène *238): Robert est de visite chez Raymond (Mauve *61)
  - Fabien's choice (Scène *239): Fabien reconnait Thierry et Hervé à leur façon de le frapper (Vert *59)
  - Bague ou pas (Scène *240): Cédric offre une bague à Marion pour la demande en mariage (Bleu *61)

- Épisode *100
  - Comme maman (Scène *241): Liliane ressemblerait à la mère de José d'après la sœur de José (Jaune *60)
  - Dessines-moi une moustache (Scène *242): Anthony imite son grand-père au petit déjeuner (Mauve *62)
  - La barre est haute (Scène *243): Marion reçoit un appel de sa grand-tante pour la préparation du mariage (Bleu *62)

- Épisode *101
  - Fête de (Scène *244): Fabien est vexé le lendemain de la fête des pères (Vert *60)
  - Une belle boucle (Scène *245): Liliane repasse la même phrase à la télé pour voir Manu (Jaune *61)
  - L'ex beau-fils (Scène *246): Raymond et Huguette parlent de Caroline avec Philippe, leur ancien gendre (Mauve *63)

- Épisode *102
  - Tata n'est pas d'accord (Scène *247): Cédric discute avec sa tante qui n'est pas sûre pour lui que se marier est une bonne chose (Bleu *63)
  - Gaie comme un pinson (Scène *248): Liliane est joyeuse le jour où ils doivent recevoir la mère de José (Jaune *62)
  - A la con (Scène *249): Ludivine ramène souvent des jouets pour Chloé (Vert *61)

- Épisode *103
  - Radio Estève (Scène *250): Raymond et Huguette encouragent Estève à participer à leur radio (Mauve *64)
  - Telle mère, telle fille (Scène *251): Marion encourage quelqu'un par téléphone à quitter son homme (Bleu *64)
  - Joie du quotidien (Scène *252): Emma demande à Fabien de lui passer la clé anglaise (Vert *62)

- Épisode *104
  - Un peu de franchise (Scène *253): José discute avec Jean-Eudes, le fils d'Odette (Jaune *63)
  - Francisco (Scène *254): Huguette pense apprécier le nouveau pape (Mauve *65)

- Épisode *105
  - Petit comique (Scène *255): Marion reçoit des appels de blagues (Bleu *65)
  - Jardin public (Scène *256): José et Liliane voient un chien arriver sur le canapé (Jaune *64)
  - Situation difficile (Scène *257): Emma annonce que son père voudrait passer du temps avec Fabien (Vert *63)
  - Bouchée à la reine (Scène *258): Raymond jette son vol-au-vent par la fenêtre (Mauve *66)

- Épisode *106
  - Poussin error (Scène *259): Nathan, un enfant de l'équipe de José trouve que Liliane fait jeune (Jaune *65)
  - Vintage import (Scène *260): Cédric apprécie la robe de Marion (Bleu *66)
  - Extrême Caroline (Scène *261): Caroline se sent mieux quand elle est chez ses parents (Mauve *67)

- Épisode *107
  - Bon public (Scène *262): Emma pense que Ludivine peut rire de n'importe quoi (Vert *64)
  - La méchante tante (Scène *263): Odette parle de quand Liliane ramenait des animaux blessés petite (Jaune *66)
  - Invité surprise (Scène *264): Marion n'est pas contente que Cédric ait invité son cousin (Bleu *67)

- Épisode *108
  - Horoscope à moustache (Scène *265): Raymond et Huguette font les horoscopes sur leur radio (Mauve *68)
  - Les parents (Scène *266): Emma accueille ses parents (Vert *65)
  - Le nouveau salon (Scène *267): José est allé chez un coiffeur conseillé par Pénélope (Jaune *67)

- Épisode *109
  - Logique marketing (Scène *268): Cédric a prévu un mariage sponsorisé (Bleu *68)
  - Amandine (Scène *269): Raymond accepte de donner de l'argent à sa nièce (Mauve *69)
  - Transport en commun face (Scène *270): Fabien rentre du train sans réagir (Vert *66)

- Épisode *110
  - Scarface (Scène *271): Marion se plaint des pertes d'affaires d'école de sa nièce Juliette (Bleu *69)
  - Au tout début (Scène *272): José discute avec la mère de Liliane du moment où ils se sont rencontrés (Jaune *68)
  - A l'attaque (Scène *273): Fabien reprend la grammaire d'Emma quand elle dit qu'elle va faire la haie (Vert *67)

- Épisode *111
  - Braderie nocturne (Scène *274): Raymond surprend un cambrioleur (Mauve *70)
  - Sœur sans pudeur (Scène *275): Marion retrouve son frère (Bleu *70)

- Épisode *112
  - Pas dans mon camp (Scène *276): Fabien participe à la campagne électorale de sa marraine (Vert *68)
  - Question de look (Scène *277): Estève a une nouvelle écharpe (Mauve *71)
  - Les deux mêmes (Scène *278): José se dispute avec sa mère (Jaune *69)

- Épisode *113
  - Double fiesta (Scène *279): Marion pense avec sa mère à fêter le mariage et le divorce en même temps (Bleu *71)
  - La belle-sœur et la maman (Scène *280): Fabien fait une remarque sur l'apparence féminine d'Emma (Vert *69)
  - Silhouette tentante (Scène *281): José voit le linge s'étendre (Jaune *70)

- Épisode *114
  - Rein tintin (Scène *282): Raymond reçoit l'homme qui lui a donné un rein (Mauve *72)
  - Sur un malentendu (Scène *283): Cédric cherche à placer son père au mariage (Bleu *72)
  - Enfermés dehors (Scène *284): José va chercher le crumble dans la cuisine (Jaune *71)

- Épisode *115
  - La mauvaise poule (Scène *285): Patrick, le père d'Emma, fait des remarques sur Emma et sa mère et leurs bavardages (Vert *70)
  - La ralitude (Scène *286): Raymond demande à Huguette ce qu'elle penserait s'il couchait avec sa sœur (Mauve *73)
  - Liberté étouffante (Scène *287): Patrick, le père de Cédric, est déçu par la proposition de sa femme d'être un couple libre (Bleu *73)

- Épisode *116
  - Trop de joie (Scène *288): José est passé au pressing (Jaune *72)
  - Pas si carpe (Scène *289): Robert ne veut pas raconter ses histoires à Raymond (Mauve *74)

- Épisode *117
  - Prendre conscience (Scène *290): Emma ne veut plus qu'Hervé suive les conseils de Fabien pour retrouver sa copine (Vert *71)
  - Une femme d'intérieur (Scène *291): José demande des précisions à Liliane sur le cuir de la voiture (Jaune *73)
  - Les gens seront pas contents (Scène *292): Cédric parle avec sa tante qui donne des conseils sur le mariage (Bleu *74)

- Épisode *118
  - Dragage (Scène *293): Raymond raconte qu'il s'est fait draguer dans la rue (Mauve *75)
  - Prévenu d'avance (Scène *294): Emma rentre en disant qu'elle ne veut pas faire l'amour (Vert *72)
  - Noël à la plage (Scène *295): José doit choisir entre Liliane et sa sœur pour où passer Noël (Jaune *74)

- Épisode *119
  - Sleeping over (Scène *296): Marion prend une douche après le récent passage de son frère (Bleu *75)
  - Rattrape-moi si tu peux (Scène *297): Huguette mesure Anthony (Mauve *76)
  - Pêche entre hommes (Scène *298): Patrick prévoit de montrer son coin à champignons à Fabien (Vert *73)

- Épisode *120
  - C'est marrant, la vie (Scène *299): Liliane reçoit sa cousine Jocelyne après 25 ans (Jaune *75)
  - Penser à l'autre (Scène *300): Raymond se cure la dent (Mauve *77)

- Épisode *121
  - Méga chiante (Scène *301): Jérôme pense divorcer de sa copine car elle ne fait rien (Bleu *76)
  - Antinomie (Scène *302): Liliane doit faire face au caractère de sa mère (Jaune *76)

- Épisode *122
  - L'esprit de Kiki (Scène *303): Huguette est avec sa cousine qui pense pouvoir faire venir l'esprit des morts et essaie avec Kiki (Mauve *78)

- Épisode *123
  - Concurrence très loyale (Scène *304): Liliane est contente d'avoir été défigurée par l'esthéticienne (Jaune *77)
  - Il faut un coupable (Scène *305): Emma dit que son cul décide de si elle a envie de faire l'amour (Vert *74)
  - Mais ton père (Scène *306): Cédric voit avec la mère de Marion le devis du mariage (Bleu *77)

- Épisode *124
  - Camp de retraité (Scène *307): Huguette réveille Armand pour qu'il retourne à la maison de retraite (Mauve *79)
  - La lutte continue (Scène *308): Emma discute avec Johnny, son oncle révolutionnaire (Vert *75)
  - Mesures (Scène *309): Liliane demande la taille de pantalon de José (Jaune *78)

- Épisode *125
  - SAV reinal (Scène *310): Raymond reçoit à nouveau celui qui lui a donné un rein (Mauve *80)
  - Une ordonnance et une sévère (Scène *311): José a vu son médecin qui lui a conseillé de perdre du poids (Jaune *79)
  - Pocket money (Scène *312): Cédric se plaint que son père offre beaucoup de choses à son petit frère de 12 ans (Bleu *78)

- Épisode *126
  - Cafés inadaptés (Scène *313): Fabien montre de l'énergie (Vert *76)
  - Une femme avec une femme (Scène *314): Caroline annonce qu'elle s'est mise avec une femme (Mauve *81)
  - Innénarable (Scène *315): Liliane rit avec la sœur de José (Jaune *80)

- Épisode *127
  - Allers retours (Scène *316): Marion est énervée pas sa sœur (Bleu *79)
  - Cette haine qui nous rapproche (Scène *317): Emma sort avec Sylviane car elle déteste Cécile Morel (Vert *77)
  - Double flambe (Scène *318): Raymond porte une tenue d'hiver à table (Mauve *82)
  - Compliment dissimulé (Scène *319): Marion pense s'entendre avec le cousin de Cédric (Bleu *80)

- Épisode *128
  - Tempo justo (Scène *320): José joue de la guitare pendant que Liliane touille (Jaune *81)
  - Pas complètement mauvais (Scène *321): Thierry a été surpris par Fabien (Vert *78)
  - Accueil VRP (Scène *322): Robert s'est fait jeter de chez lui (Mauve *83)

## Enfin, ils sortent(5eprime)
Premièrement nommé « Ils jouent en extérieur », il s'agit d'un prime qui montre les couples en dehors de chez eux, contrairement à tous les épisodes de la série depuis ses débuts. Il y a toujours des scènes dans les décors habituels, mais on voit aussi les duos dans leurs voitures, dans des restaurants et dans des bars.
Arié Elmaleh reprend son rôle d'un précédent prime, Jean-Paul Rouve joue un organisateur de mariage chez Cédric et Marion.
Lionel Abelanski est Miguel, le frère de José. Stéphane Freiss est Jean-Luc, le cousin policier de Liliane. Marthe Villalonga est Thérésa, la mère de José, jusqu'ici mentionnée.
Jean-Luc Bideau est le personnage jusqu'ici mentionné du père de Fabien et Norbert Tarayre est un directeur de restaurant.
Eddy Mitchell est un ami de Raymond qui se confie sur ses problèmes et Catherine Lachens est une prostituée du quartier prenant sa retraite.
- Épisode *129
  - Défaut d'avertisseur (Scène *323): Raymond trouve que le klaxon ne fait pas le son habituel (Mauve *84)
  - Enlever le gant (Scène *324): Cédric et Marion doivent sortir à une fête déguisés en artistes et Cédric a un souci avec son gant de Michael Jackson (Bleu *81)
  - Se représenter (Scène *325): Liliane reproche à José de ne pas saluer les gens qu'ils connaissent au restaurant (Jaune *82)

- Épisode *130
  - Liberté mécanique (Scène *236): Fabien apprécie la voiture pour la liberté qu'elle donne (Vert *79)
  - Comme à la maison (Scène *237): Raymond et Huguette énervent un serveur au restaurant (Mauve *85)
  - Flagrant délit (Scène *238): Marion trouve en voiture qu'elle n'a pas suffisamment utilisé de déodorant aux dessous de bras (Bleu *82)
  - En toute simplicité (Scène *239): Liliane a prévu un repas élégant (Jaune *83)

- Épisode *131
  - Le coup de la panne (Scène *240): Emma n'arrive plus à faire démarrer la voiture (Vert *80)
  - Autant, ça se fête (Scène *241): Marion voit qu'elle a eu la moyenne à ses partiels (Bleu *83)
  - Être ensemble (Scène *242): Raymond et Huguette arrivent au restaurant (Mauve *86)

- Épisode *132
  - Bain de jouvence (Scène *243): Thérésa arrive sans prévenir (Jaune *84)
  - Le QG de Marion (Scène *244): Cédric se rend compte que Marion connait tout le monde au bar (Bleu *84)
  - Éthylotest à l'infini (Scène *245): Fabien et Emma ne peuvent pas partir d'une fête car ils boivent (Vert *81)

- Épisode *133
  - Parler du boulot (Scène *246): Liliane ne veut pas que José parle de travail avec son cousin Jean-Luc (Jaune *85)
  - Route 65 (Scène *247): Raymond parle de l'arrivée sur l'autoroute (Mauve *87)

- Épisode *134
  - Fidel Gasto (Scène *248): Emma trouve trop élégant le restaurant auquel ils fêtent leur anniversaire grâce aux parents de Fabien (Vert *82)
  - Idéal pour votre mariage (Scène *249): Cédric et Marion parlent avec un organisateur de mariage qui est DJ et traiteur (Bleu *85)
  - Oublier un truc (Scène *250): Raymond se dit souvent qu'ils oublient quelque chose en partant en vacances (Mauve *88)

- Épisode *135
  - Intrigues à la cour (Scène *251): José et Liliane organisent avec des amis un jeu « Intrigues à la Cour » (Jaune *86)
  - La rameneuse (Scène *252): Cédric reproche à Marion de l'obliger à raccompagner ses amis d'une soirée (Bleu *86)

- Épisode *136
  - Scène *253: Fabien et Emma finissent de diner au restaurant (Vert *83)
  - Scène *254: Jean-Luc surprend José dans la nuit alors qu'il descendait prendre un en-cas (Jaune *87)
  - Scène *255: Cédric a longtemps attendu Marion au bar (Bleu *87)

- Épisode *137
  - Départ en vacances (Scène *256): Raymond se demande s'ils ont fermé le gaz chez eux (Mauve *89)
  - Mon beauf (Scène *257): Philippe annonce avoir une nouvelle copine (Vert *84)
  - Être une fille (Scène *258): Marion demande que Cédric lui parle en voiture (Bleu *88)
  - Grosse télé (Scène *259): José et Liliane ont des soucis d'éclairage avec leur nouvelle télé (Jaune *88)

- Épisode *138
  - DJ Raymond Superstar (Scène *260): Raymond entend une demande de mixage de musique à une fête pendant qu'ils en font une (Mauve *90)
  - La peur de tout (Scène *261): Emma pense que Fabien a peur de tout quand elle s'est arrêtée pour prendre une auto-stoppeuse punk avec un chien (Vert *85)
  - Exhibition publique (Scène *262): Cédric et Marion se disputent devant leur l'ancien copain de Caro qui souhaitent être leur ami (Bleu *89)

- Épisode *139
  - Recherche et sauvetage (Scène *263) : José fait le tour du quartier pour trouver la voiture de Liliane (Jaune *89)
  - Il est mal (Scène *264) : Raymond et Huguette entendent leur ami se confier (Mauve *91)
  - Diagnostic gratuit (Scène *265) : Cédric n'arrive pas à faire démarrer la voiture et Marion se rappelle ce qu'on son père disait dans cette situation (Bleu *90)

- Épisode *140
  - Vérité gastronomique (Scène *266) : Fabien et Emma ont une description de leurs plats par Paul Dufresne, le directeur du restaurant (Vert *86)
  - Capitaine de soirée (Scène *267) : José et Liliane se font raccompagner en voiture par un vagabond (Jaune *90)
  - Une de trop (Scène *268) : Raymond a vu la sœur d'Huguette sous la douche (Mauve *92)

- Épisode *141
  - Carré VIP (Scène *269) : Cédric et Marion ont fait un coin VIP pour une fête (Bleu *91)
  - On s'entend pas (Scène *270) : Fabien n'entend pas Emma dans un bar bondé (Vert *87)
  - Pomme sweet pomme (Scène *271) : Huguette demande s'il y a un asticot dans sa pomme (Mauve *93)

- Épisode *142
  - Place de stationnement (Scène *272) : Cédric pense faire payer la bonne place de stationnement qu'il tient (Bleu *92)
  - Les deux-frères (Scène *273) : Liliane accueille Miguel alors que José est en retard du travail (Jaune *91)
  - Copilote (Scène *274) : Raymond manque de s'endormir au volant (Mauve *94)

- Épisode *143
  - Théâtrothérapie (Scène *275) : Fabien et Emma parlent du risque du froid de Chloé en faisant une promenade devant le père de Fabien qui ne veut pas de conflit (Vert *88)
  - T'es quoi, toi ? (Scène *276) : Marion décide de payer la note du restaurant (Bleu *93)
  - Une nouvelle intrigue (Scène *277) : José voit la conclusion du jeu « Intrigue à la cour » et s'est rendu compte que quelqu'un a fait ses besoins dans le jardin pendant la reconstitution (Jaune *92)

- Épisode *144
  - Auto stoppe (Scène *278) : Raymond et Huguette ont un autostoppeur (Mauve *95)
  - La bonne solution (Scène *279) : Nadia ne trouve personne pour se faire raccompagner d'une fête (Bleu *94)
  - Le bon barman (Scène *280) : Emma pense qu'un bon barman est quelqu'un qui écoute ses clients (Vert *89)

- Épisode *145
  - La reine de la fête (Scène *281): José a réservé le restaurant pour l'anniversaire de Liliane (Jaune *93)
  - So britt (Scène *282): Raymond s'est habillé en anglais pour être assorti avec sa canne (Mauve *96)
  - Gossbo (Scène *283): Marion est vexée que Cédric se soit fait draguer toute la soirée (Bleu *95)

- Épisode *146
  - Scène *284: Fabien demande des services d'alimentation à Emma en voiture (Vert *90)
  - Scène *285: José entend à une soirée une femme demander où se laver les mains et Liliane lui dit que c'est une façon de demander où sont les toilettes (Jaune *94)
  - Scène *286: Marion promet en voiture de se taire à la suite d'une dispute (Bleu *96)

- Épisode *147
  - A l'anglaise (Scène *287): Huguette parle de partir du restaurant sans payer comme avant (Mauve *97)
  - Chaperon malgré lui (Scène *288): Philippe et Ludivine sont nerveux de montrer leur relation à Fabien (Vert *91)
  - Best man (Scène *289): Kad est venu montrer la tenue qu'il a prévue pour le mariage (Bleu *97)

- Épisode *148
  - Scène *290: Liliane reproche à José de ne pas servir Jean-Pierre et Adèle à table alors qu'ils sont invités (Jaune *95)
  - Scène *291: Raymond et Huguette profitent d'une fête des jeunes voisins (Mauve *98)
  - Scène *292: Marion croit entendre un bruit dans la voiture quand Cédric lui fait des reproches (Bleu *98)

- Épisode *149
  - Droite, gauche (Scène *293): Liliane vérifie tout avant de démarrer la voiture (Jaune *96)
  - De l'art du chant (Scène *294): Cédric demande à Marion de chanter pendant une fête le temps qu'il aille aux toilettes (Bleu *99)
  - En voiture Simone (Scène *295): Huguette rappelle en voiture qu'ils faisaient souvent l'amour en voiture (Mauve *99)
  - Fabien de Kersauson (Scène *296): Fabien revient de la voile en faisant le buriné (Vert *92)

- Épisode *150
  - Temps suspendu (Scène *297): Thérésa vient diner chez José et Liliane en ayant fait la cuisine (Jaune *97)
  - Vous êtes méchant (Scène *298): Raymond entend une fille de l'immeuble dire qu'il est méchant (Mauve *100)
  - Business queen (Scène *299): Marion arrive au bar trempée par la pluie car elle a vendu son parapluie (Bleu *100)

- Épisode *151
  - Jeux routiers (Scène *300): Fabien évoque les jeux de voiture que Chloé pourrait faire (Vert *93)
  - La belle Évelyne (Scène *301): Raymond et Huguette boivent un verre avec la prostituée du quartier qui prend sa retraite (Mauve *101)

- Épisode *152
  - Lady's night (Scène *302): José descend voir Liliane et ses amies qui font toujours la fête (Jaune *98)
  - Mariage pompé (Scène *303): Cédric et Marion ont beaucoup apprécié un mariage d'amis (Bleu *101)
  - La couleur de la fatigue (Scène *304): Fabien et Emma attendent à l'arrêt dans la voiture (Vert *94)

- Épisode *153
  - Mariage symbolique (Scène *305): Cédric et Marion sont avec un organisateur de mariage qui apprécie l'idée d'un mariage entre un noir et une blanche (Bleu *102)
  - A partager (Scène *306): Raymond et Huguette se font servir leur baba au rhum avec deux cuillères au restaurant (Mauve *102)

- Épisode *154
  - Au bal masqué (Scène *307): Liliane s'est fait surprendre par le sans-abri du quartier alors qu'elle est en duchesse (Jaune *99)
  - Menu par cœur (Scène *308): Cédric et Marion arrivent au bar (Bleu *103)
  - Diner en paix (Scène *309): Fabien et Emma dinent à la rôtisserie (Vert *95)

- Épisode *155
  - Le mal de fête (Scène *310): Raymond et Huguette se rendent compte que la plupart des invités de leur fête se sentent mal (Mauve *103)
  - Conduite prudente (Scène *311): Cédric remarque que Marion conduit plus prudemment (Bleu *104)
  - Barbecue émouvant (Scène *312): Miguel fait le barbecue (Jaune *100)

- Épisode *156
  - Gueulante Positioning System (Scène *313): Huguette raconte ses histoires en voiture (Mauve *104)
  - Wizzard (Scène *314): Cédric et Marion parlent avec le prêtre qui doit faire leur mariage qu'ils comptent faire un mariage moderne (Bleu *105)

- Épisode *157
  - En pleine campagne (Scène *315): José s'entraine pour une campagne en étant gentil avec Odette (Jaune *101)
  - Rencontre à la cool (Scène *316): Emma retrouve Fabien au bar (Vert *96)
  - Need for speed (Scène *317): Raymond fait le casse-cou en conduisant (Mauve *105)

- Épisode *158
  - Gros tapage nocturne (Scène *318): Liliane est gênée par la fête des voisins et incite José à réagir (Jaune *102)
  - Boire ou conduire (Scène *319): Marion promet de faire attention en ouvrant un paquet de chips en voiture (Bleu *106)
  - Les déguisements (Scène *320): Fabien s'est habillé en roi pour aller en cours (Vert *97)
  - Clairement amoureux (Scène *321): José et Liliane se servent mutuellement au restaurant (Jaune *103)

- Épisode *159
  - Les gens de la nuit (Scène *322): Marion parle au téléphone en prenant un ton excité pour inviter des amis (Bleu *107)
  - Au-delà de la moustache (Scène *323): Huguette arrête Raymond qui compte se servir un autre verre de vin au restaurant (Mauve *106)
  - Le pistonneur (Scène *324): José et Liliane vont diner chez un directeur de service que José a pistonné (Jaune *104)
  - Mille moyens de s'affirmer (Scène *325): Fabien parle franchement à Hervé après une nouvelle blague (Vert *98)

- Épisode *160
  - C'est pour moi (Scène *326): Marion propose de payer au bar (Bleu *108)
  - Niveaux (Scène *327): Liliane repense à la vieille dame faisant la manche au supermarché (Jaune *105)
  - Le feu rouge (Scène *328): Fabien observe un feu alors qu'Emma lui parle (Vert *99)
  - Soirée mousse (Scène *329): Raymond propose que tout le monde se mette nu pendant la fête (Mauve *107)

## Enfin en vacances à la mer(6eprime)
Une nouvelle soirée intitulée « Scènes de Ménages, enfin en vacances à la mer » a été diffusée le mardi 15 septembre 2015.
Pour ce prime, Liliane et José partent en vacances chez leurs voisins Vanessa et Vincent;
Marion et Cédric partent dans un club de vacances au Maroc;
Emma et Fabien partent chez les parents de Fabien;
Raymond et Huguette partent au camping de Plestin-les-grèves;
Phillipe et Camille quant à eux partent en club haut de gamme dans une île d'Asie du Sud.
- Guest star: 
  - Jean Benguigui : Norbert, mari de Martine et voisin de camping de Raymond et Huguette
  - Grace de Capitani : Martine, femme de Norbert et voisine de camping de Raymond et Huguette
  - Dominique Lavanant : la mère de Fabien
  - Jean-Luc Bideau : le père de Fabien
  - Adriana Karembeu : Vanessa, voisine de José et Liliane et femme de Vincent
  - François Vincentelli : Vincent, mari de Vanessa et voisin de José et Liliane

## Enfin en vacances à la campagne(7eprime)
Pour ce nouveau prime, diffusé le 9 mars 2016, nos cinq couples repartent en vacances : Marion et Cédric décident de partir en randonnée à la campagne, José et Liliane partent à la visite des châteaux, Emma et Fabien partent en stage d'accro-branches, Camille et Philippe partent en retraite spirituelle, alors qu'Huguette et Raymond repartent pour le bungalow de Plestin-les-Grèves.
Plusieurs célébrités sont une nouvelle fois invitées :
- Dominique Besnehard incarne un otage de Raymond, dans le cadre de son action FLV (Front de Libération des Vieux)
- Nader Boussandel incarne un randonneur dépressif
- Lannick Gautry incarne un berger connecté en permanence et globe-trotter
- Stéphane Freiss reprend son rôle de Jean-Luc, le cousin policier de Liliane
- Philippe Lacheau reprend son rôle du frère de Marion

## Enfin en vacances à la montagne!(8eprime)
Pour ce nouveau prime, diffusé le 3 janvier 2017, Marion et Cédric se retrouvent à Valberg, où la jeune femme organise le séminaire des «Femmes au top». Dans l'ombre de sa compagne, monsieur en profite pour prendre des cours de ski et sympathiser avec d'autres conjoints. Emma accompagne Fabien, qui emmène ses élèves en classe de neige. Huguette et Raymond, eux, sont partis en cure thermale. De leur côté, Camille et Philippe doivent partager le même chalet qu'Isabelle, l'ex-épouse de Philippe, et son nouveau compagnon. Quant à Liliane et José, ils ont été invités à passer une semaine tous frais payés dans un luxueux complexe par Christian, un riche promoteur immobilier, et sa femme Agnès...
Plusieurs célébrités sont une nouvelle fois invitées : 
- Philippine Leroy-Beaulieu :  Isabelle
- Thierry Lhermitte : Christian, un riche promoteur immobilier
- Fanny Cottençon : Agnès, la compagne de Christian
- Jean-Baptiste Maunier : Léo
- Mathieu Madénian : Greg, le coach d'aquagym
- Christian Bujeau : François, le nouveau compagnon d'Isabelle

## Ça va être leur fête!(9eprime)
Le 11 avril 2017, ce prime-time est programmé pour la célébration des 30 ans de la chaîne M6. Durant ce prime-time, de grands évènements se dérouleront dans les vies des cinq couples. Marion et Cédric vont enfin se marier, ce qui donnera lieu un duel d'anthologie avec une autre mariée. Le mariage sera aussi l'occasion pour Marion de revoir un prêtre qu'elle a bien connu, mais aussi de faire la connaissance de la nouvelle petite amie du cousin de Cédric, qui est particulièrement imbue d'elle-même. Quant à Cédric, il va avoir fort à faire avec son père qui n'aura pas perdu son côté Dom Juan. Liliane et José vont fêter leurs noces de perle sur une péniche, mais les choses ne se passeront pas comme prévu : José aura le mal de mer, Liliane abusera quelque peu du champagne et Jean-Pierre, le meilleur ami de José, en plein « break » avec sa femme Adèle, va faire la tête et Adèle, de son côté, va se mettre à draguer de jeunes hommes. Huguette et Raymond vont se rendre à Paris pour une remise de la Médaille du Mérite à Raymond. Le couple en profitera pour visiter Paris avec Bernard, leur ami parisien. Fabien et Emma, quant à eux, organiseront un festival nommé « Rythm'and bouses » qu'ils mettront en place grâce à certains bénévoles. Quant à Philippe, il fera connaissance avec la famille de Camille, forains à Lille, à l'occasion de l'anniversaire de Camille.
Ce prime a pour particularité de regrouper un certain nombre de membres (anciens ou actuels) de la famille M6 :
- Mickaël Youn jouera un prêtre que Marion connaît « un peu trop bien », car il est un de ses ex, avec lequel elle n'a pas été très fidèle.
- Ophélie Winter joue le rôle de la nouvelle petite amie du cousin de Marion, un peu envahissante
- Ophélie Meunier joue le rôle de la ravissante propriétaire de la péniche où Liliane et José fêteront leurs 30 ans de mariage
- Laurent Boyer joue le rôle d'un ministre qui remettra la médaille de l'Ordre du Mérite à Raymond
- Stéphane Rotenberg joue le rôle du chauffeur de car de la mairie que Raymond prend pour un autre décoré de la Légion d'Honneur.
- Jérôme Anthony joue le rôle d'un bénévole qui mettra en place le festival « Rythm'and Bouses » avec Emma et Fabien
- Marianne James joue le rôle d'une artiste du festival qui fuira en entendant Emma chanter.
- Dominique Chapatte joue le rôle de l'oncle de Camille, fan de cucaracha
- Shirley Bousquet joue le rôle de Lucie, la cousine de Camille
- Mac Lesggy joue le rôle de Michel un vendeur de barbes à papa un peu particulier
- Même le patron de la chaîne, Nicolas de Tavernost fait une petite apparition dans le rôle d'un taxi parisien aimable.

D'autres célébrités joueront également dans ce prime : 
- Alexandra Lamy jouera la mariée du mariage qui suit celui de Marion, avec laquelle Marion va se lancer dans une confrontation épique
- Pascal Légitimus reprend son rôle du père de Cédric, au caractère de Don Juan
- Philippe Duquesne reprend son rôle récurrent de Jean-Pierre, le meilleur ami de José
- Tatiana Gousseff reprend son rôle récurrent de Marie-Catherine, l'amie de Liliane et José
- Catherine Hosmalin reprend son rôle récurrent de Marilyne, l'amie de Liliane et José
- Jean-Pierre Castaldi joue le rôle de Grangier, un ancien collègue de Raymond, décoré en même temps que lui
- Michel Boujenah joue le rôle de Bernard, l'ami parisien de Raymond et Huguette
- Catherine Jacob reprend son rôle de Caroline, la fille de Raymond et Huguette
- Vincent Desagnat reprend son rôle récurrent de Philippe, le meilleur ami de Fabien
- Michel Crémadès joue le rôle d'un agent de sécurité lors du festival d'Emma et Fabien
- Patrick Bouchitey joue le rôle du père de Camille, forain
- Nicole Calfan joue le rôle de Nicole, la mère de Camille, un peu schizophrène

## Cap sur la Riviera!(10eprime)
En 2017, M6 diffuse le prime-time intitulé Cap sur la Riviera !  Marion et Cédric iront sur le lieu de vacances du patron de Cédric, pour que celui-ci le réembauche. Emma et Fabien quant a eux vont travailler dans le snack-bar « Le Snake » qui appartient aux frères d'Emma (pour les aider). Liliane a réservé un hôtel sans dire a José que c'était un hôtel-casino. Raymond et Huguette passent quinze jours dans un appartement qui appartient a l'un de leurs amis. Pour finir Philippe assistera à un séminaire de pharmacien et fera passer Camille pour sa préparatrice.
Plusieurs célébrités sont une nouvelle fois invitées :
- Frank Lebœuf joue le rôle d'un agent de sécurité ;
- François Levantal tient le rôle de Bertrand, un collègue pharmacien de Philippe ;
- Jean Benguigui reprend son rôle de Norbert, le voisin de Raymond et Huguette à Plestin-les-Grèves, qui les invite cette-fois sur la Côte d'Azur ;
- Grace de Capitani reprend son rôle de Martine, l'épouse de Norbert ;
- Aure Atika joue le rôle d'une nouvelle amie de Liliane, accro aux jeux de casino, qui va « aider » Liliane à se ruiner.

## Aventures sous les tropiques(11eprime)
Le 12 février 2018, M6 diffuse le prime-time intitulé Aventures sous les tropiques. Nos quatre couples (Audrey Lamy et Loup-Denis Elion ayant déjà quitté la série au moment du tournage du prime) sont en vacances sous les tropiques, pour différentes raisons : Raymond et Huguette ont gagné un séjour dans un hôtel dans un petit paradis lointain. Le couple va une fois de plus s'en donner à cœur joie. José et Liliane, eux, partent pour le premier voyage officiel de José qui, contre toute attente, vient d'être élu maire. Ils partiront pour La Réunion. Emma et Fabien, eux, vont vouloir partir en Amérique du Sud, en voyage humanitaire, pour apporter des fournitures scolaires aux enfants vivant au milieu de la jungle. Durant le voyage, ils feront la connaissance d'un pilote d'avion plutôt inquiétant qui les larguera en pleine forêt amazonienne, et ils auront la malchance de tomber sur un groupe de révolutionnaires qui attendaient une livraison d'armes et qui les retiendront prisonniers. Enfin, Camille et Philippe vont retrouver le père de Philippe pour essayer de le faire revenir sur sa décision de tout plaquer pour partir vivre avec une jeune femme de 20 ans dont Pierre (le père de Philippe) pourrait être le grand-père.
Invités célèbres :
- Eva Darlan : Bernadette, une cliente de l'hôtel où logent Raymond et Huguette
- Medi Sadoun : Le pilote d'avion qui larguera Emma et Fabien dans la Forêt amazonienne
- Philippe Laudenbach : Pierre, le père de Philippe
- Claire Chust : Mélody, la nouvelle petite-amie du père de Philippe, qui a 20 ans.

Note :
Lors de la rediffusion en mars 2011, les scènes avec Claire Chust ont été coupées par la production en évoquant, auprès de Télé-Loisirs, un souci de cohérence avec la série quotidienne. Depuis, elle incarne le personnage de Leslie dans la série quotidienne.

## Au boulot!(12eprime)
Le 4 septembre 2018, M6 a diffusé le prime-time intitulé Au boulot !. Dans ce prime, Huguette et Raymond reprennent temporairement la station-service de Françoise, la sœur d'Huguette, où Raymond retrouvera un ancien braqueur, Charly « les bretelles », qu'il a arrêté il y a 20 ans. José et Liliane font leurs premiers pas à la mairie. Tandis que José prend ses fonctions de maire, Liliane, de son côté, devient conseillère culturelle et se mettra en tête de monter une comédie musicale sur Lady Di. Du côté d'Emma et Fabien, on assiste à l’organisation d’une grève chez Bricoflex, menée par Emma et Fabien eux-mêmes, car René le collègue d'Emma est menacé d'être licencié, mais celui-ci semble plutôt enclin à partir à la retraite. Quant à la pharmacie de Philippe, elle est transformée en buvette par Camille, venue remplacer Martine, l'employée de Philippe, le soir de la Fête de la musique et le couple sera embrigadé dans le groupe d'un dénommé Fafa, un musicien reggae.
Invités célèbres :
- Liliane Rovère joue Françoise, la sœur d'Huguette ;
- Luis Rego joue Charly « les bretelles », un braqueur que Raymond a arrêté il y a 20 ans ;
- Didier Bourdon joue Chamard, l'ennemi juré de José ;
- Alain Bouzigues joue Fouchard, un des adjoints de José ;
- Jackie Berroyer joue René, le collègue d'Emma, menacé de licenciement ;
- Atmen Kélif joue Fafa, un musicien reggae qui joue devant la pharmacie de Philippe lors de la Fête de la musique.

## Ça s’enguirlande pour Noël!(13eprime)
Le 19 décembre 2018, M6 diffusera un nouveau prime intitulé « Ça s’enguirlande pour Noël ! ». Leslie et Léo feront leur première apparition dans un prime-time.
Dans ce prime, Huguette et Raymond ont eu pour mission de « délivrer » leur ami Marcel de la maison de retraite où il réside. José et Liliane, quant à eux, recevront leur fils Manu et leur belle-fille Bao revenus de Chine pour les fêtes ; mais cela ne suffira pas à Liliane, qui voudra que sa progéniture reste définitivement en France. Emma et Fabien, eux, seront en garde à vue pour Noël, à la suite d'une altercation entre Fabien et un autre père Noël sur le marché de Noël où Emma vendait les produits Anouck et Quentin. Ils devront notamment partager leur cellule avec une personne suspectée de meurtre. Philippe, quant à lui, est entraîné par Camille dans l'organisation d'un Noël caritatif au sein d'un cirque appartenant à son oncle et fera connaissance avec les différents artistes. Le pharmacien devra évidemment donner de sa personne. Enfin, pour leur premier prime, Leslie embarque son chéri Léo en banlieue, pour passer Noël avec sa mère qui, ayant oublié Noël, les emmènera au restaurant en bas du HLM où elle a grandi. Elle y reverra sa « meilleure amie » Sonia.
Invités célèbres : 
- Popeck incarne Marcel, l'ami de Raymond et Huguette ;
- Mathieu Madénian incarne un infirmier de la maison de retraite où réside Marcel ;
- Geneviève Doang incarne Bao, la femme de Manu, et donc belle-fille de José et Liliane ;
- David Salles incarne le capitaine de gendarmerie qui veille à la garde à vue d'Emma et Fabien ;
- La Fouine incarne le codétenu d'Emma et Fabien, soupçonné de meurtre ;
- Max Boublil incarne un trapéziste dans le cirque appartenant à la famille de Camille ;
- Guillaume Bats incarne le M. Loyal du cirque de la famille de Camille ;
- Anne Bouvier incarne la mère de Leslie ;
- Camille Lellouche incarne Sonia, la « meilleure amie » de Leslie

## La Ch’tite Compet'!(14eprime)
Le 7 novembre 2019, à l’occasion des 10 ans de la série, M6 diffuse un nouveau prime intitulé « La Ch’tite Compèt' ! ».
José et Liliane participent à un grand prix canin avec Hip-Hop, et Liliane sera plus compétitive que jamais. De son côté Huguette, bien consciente qu’elle ne remplit pas vraiment les critères requis va tenter de remporter le prix de la 《Super Mémé》  avec l’aide de Raymond, qui a plus d’un tour dans son sac. Fabien et Emma s’allient pour gagner un jeu télévisé : le premier répond aux questions de culture générale tandis que la seconde se charge des épreuves physiques. Camille et Philippe se sont entraînés d’arrache-pied pour devenir les grands vainqueurs d’un concours de danse. Enfin Léo et Leslie ont organisé une partie de paintball géante avec leurs amis respectifs le temps d’un week-end. Entre Hunger Games et The Survivor, ils vont décider de s’associer pour aller le plus loin possible.
Invités célèbres :
- Édouard Montoute
- Zinedine Soualem
- Jean-Luc Lemoine
- Julie Ferrier
- Guy Lecluyse
- Thomas VDB
- Gladys Cohen

## Ça se Corse...(15eprime)
Le 17 janvier 2023, M6 diffuse un nouveau prime intitulé « Ça se Corse ». Il s'agit du premier prime sans l’apparition d'Huguette interprétée par Marion Game. Les personnages de Louise et Jalil font eux leur première apparition dans un prime-time.
A table, José fait une révélation plutôt surprenante à Liliane, il vient d'hériter d'une maison en Corse, qui devient de ce fait leur destination pour leurs prochaines vacances d'été. Un peu estomaquée par cette révélation, Liliane se demande si José ne lui cache pas d'autres choses. Raymond, de son côté, apprend de moins bonnes nouvelles par SMS : Huguette, lassée, décide de partir avec un autre homme. De leur côté, Leslie et Léo s'interrogent également sur leurs vacances quand le jeune homme propose à sa compagne de venir travailler avec lui dans un hôtel de luxe sur l'Ile de Beauté. Louise et Jalil, en manque de sensations fortes, se lancent le défi d’aller au bout d’un trail dans les montagnes. Philippe Après un premier stage de voile, se croit prêt à traverser la Méditerranée pour rejoindre la Sardaigne. Camille y voyant l’occasion de partir en vacances, choisit de l’accompagner. Mais évidemment les compétences de Philippe ne sont pas au point et ils se retrouvent coincés dans le port de Bonifacio.
De leur coté Emma et Fabien voyant leur fille Chloé de plus en plus scotchée aux écrans, optent pour un retour aux sources et des vacances ‘nature’ en camping-car. 
Invités célèbres :
- Lio
- Véronique Jannot
- Bruno Salomone
- Tom Villa
- Estelle Lefébure
- Titoff

## Hommage à Marion Game… (16eprime)
Le 28 mars 2023, M6 diffuse une soirée spéciale afin de rendre hommage à Marion Game, disparue le 23 mars 2023. Au cours de cette soirée est diffusée une compilation des sketchs de Raymond et Huguette lors du prime La Ch'tite Compet' ! ainsi qu'un florilège des meilleurs sketchs de Raymond et Huguette au fil des saisons.

## Plans sur la comète (17eprime)
Le 29 janvier 2024, M6 diffuse un nouveau prime intitulé « Plans sur la comète ». Les personnages de Chritine et Gilbert font leur première apparition dans un prime-time. 
Une comète est en approche et va frôler la Terre. Jusqu’ici, rien de dramatique, l’humanité est hors de danger. Mais c’était sans compter sur une « bonne » blague de Raymond, qui, confondu avec un astronome, va créer la panique en annonçant en direct à la radio que la comète va bientôt frapper la Terre, provoquant des réactions diverses et variées chez tous les couples. Son annonce étant entendue par tous les autres, le prime marque une première forme d'interaction entre les personnages pour la première fois dans la série.  
Invités célèbres :
- Francis Huster
- Ophélie Meunier
- Daniel Russo
- Philippe Lellouche
- Bruno Sanches
- Helena Noguerra
- Gil Alma
- Virginie Hocq

## Scènes de ménages, 15 ans: enfin réunis (18eprime)
Le 24 février 2025, M6 diffuse un nouveau prime intitulé « Scènes de ménages, 15 ans : enfin réunis », qui réunis tous les couples au sein d'une seule et même intrigue pour la première fois de l'histoire de la série. 
Un mariage, voilà un moment qui marque une vie... et pas seulement celle des époux ! Tous les couples se réunissent pour le mariage de Charlotte et Damien, amoureux depuis 15 ans, prêt à lier leur destin au cours d'une cérémonie pas comme les autres. Liliane et José jouent les organisateurs après que Liliane ait accidentellement renversé en voiture la première organisatrice. Fabien est invité par Damien avec Emma, et les deux parient qu'elle ne sera pas capable gâcher la cérémonie. Camille doit jouer les agents pour Philippe, dont le groupe assure la partie musicale. Raymond y assiste en tant que parrain Charlotte et retrouve plusieurs vieux amis. Jalil et Louise font face quant à eux à un véritable cauchemar en cuisine. Enfin, Léo et Leslie, en week-end à proximité, décident de s'incruster à la fête.  
Invités célèbres :
- Caroline Vigneaux (Charlotte)
- Fred Testot (Damien)